# Особисті немайнові права автора
Особисті немайнові права автора, також немайнові авторські права — разом з майновими правами становлять авторські права.
В Україні особистими немайновими правами автора є:
1) право вимагати визнання свого авторства шляхом зазначення належним чином імені автора в оригіналі і копіях твору і за будь-якого використання твору, якщо це практично можливо;
2) право забороняти під час будь-якого використання твору згадування свого імені, якщо автор твору бажає залишитися анонімом;
3) право обирати псевдонім, зазначати і вимагати зазначення псевдоніма замість справжнього імені автора в оригіналі і копіях твору і за будь-якого використання твору;
4) право вимагати збереження цілісності твору, протидіяти будь-якому перекрученню, спотворенню чи іншій зміні твору, у тому числі супроводження твору ілюстраціями, передмовами, післямовами, коментарями тощо без згоди автора;
5) право надати назву твору або залишити його без назви;
6) право присвятити твір особі (особам), події або даті.
Особисті немайнові права належать лише автору та не можуть бути передані (відчужені) іншим особам і не переходять у спадщину.
Особисті немайнові права автора не можуть бути передані (відчужені) іншим особам.